# Sol de Medianoche (cómic)
El Sol de Medianoche (M'Nai) es un personaje chino, supervillano que aparece en los cómics estadounidenses publicados por Marvel Comics.

## Historial de publicaciones
Apareció por primera vez en Marvel Special Edition # 16 (febrero de 1974), y fue creado por Steve Englehart, Jim Starlin y Al Milgrom.

## Biografía ficticia

### Medianoche
Sol de Medianoche comenzó su vida como M'Nai, un niño en una pequeña aldea africana que Zheng Zu estaba usando como su cuartel general. Cuando las Fuerzas Armadas Británicas atacaron la aldea, toda la familia de M'Nai murió y M'Nai sufrió cicatrices faciales permanentes. Al darse cuenta de que M'Nai no lloró a pesar de su lesión, Zheng Zu decidió criar al niño en China como si fuera suyo, junto con su hijo Shang-Chi. Tomando la identidad de "Medianoche", M'Nai usaba una máscara en todo momento para ocultar su cicatriz facial. Aunque él y Shang-Chi a veces llegaban a los golpes, crecieron como amigos, una relación que terminaría cuando Shang-Chi se rebeló contra su padre y se fue.
Sol de Medianoche continuó trabajando como agente de Zheng Zu hasta que se le ordenó asesinar a Shang-Chi. Su amistad se deshizo durante la misión, ya que Medianoche se burló de los intentos de Shang-Chi de convencerlo de que renunciara a la villanía de su padre. Medianoche proclamó que su corazón estaba lleno de un odio indescriptible por la humanidad debido a la forma en que su familia fue asesinada y su rostro irreversiblemente desfigurado y renunció a su amistad con Shang-Chi. Mientras luchaba contra Medianoche en la parte superior de un cabrestante, Shang-Chi esquivó una poderosa patada. La patada fue tan contundente que Medianoche perdió el equilibrio y cayó hacia su aparente muerte.
En secreto, Medianoche fue sacado de la corriente temporal por Kang el Conquistador momentos antes de su muerte. Kang usó a Medianoche como soldado en su Legión de los No-Vivos, enviándolo a luchar contra Los Vengadores. Él fue dejado inconsciente por Mantis. Después del final de la batalla, Immortus lo devolvió a su propio tiempo, donde se permitió que su muerte siguiera su curso. La capa de Medianoche se enganchó en el cabrestante mientras caía y se rompió el cuello. Mientras su cuerpo colgaba del cabrestante, Shang-Chi contempló subir para recuperar el cuerpo y mirar la cara llena de cicatrices de su hermano (que nunca vio cuando estaba vivo) pero optó por no hacerlo por respeto a Medianoche.
Los Kree obtuvieron el cuerpo de Medianoche y lo mantuvieron en cámaras frigoríficas durante años. Cuando los Kree se dieron cuenta de que necesitaban un agente que pudiera derrotar al Silver Surfer en combate, un científico Kree llamado Kar-Sagg reanimó el cerebro de Medianoche y lo colocó en un cuerpo clonado que había sido mejorado con poderes sobrehumanos para que pudiera competir con el Silver Surfer. Es en este punto que lo rebautizaron como "Sol de Medianoche".

### Sol de Medianoche
Sol de Medianoche luchó contra Silver Surfer junto a Kree. Con la ayuda de un polvo que amortigua la luz, usó su talento para el sigilo para golpear al Surfer con varios ataques furtivos. Sin embargo, el Surfer finalmente lo detectó y usó su tabla para atrapar a Sol de Medianoche, hasta que un asalto de un barco Kree lo obligó a huir. Los dos lucharon uno contra uno cuando Kree envió a Sol de Medianoche para proteger a Hala del Surfer, pero el Surfer lo derrotó de nuevo. Debido a que las alteraciones de Kree lo habían dejado incapaz de hablar o usar sus dedos, Silver Surfer nunca supo el nombre o los antecedentes de Sol de Medianoche, y no pudo comunicarse con él. Aunque sus poderes superaban con creces a los de Sol de Medianoche, el surfista lo consideraba un oponente muy frustrante debido a su silencio pétreo y a sus motivaciones a menudo inciertas.
En una de las múltiples batallas de Sol de Medianoche con Surfer, interrumpe un conflicto entre los Kree y los Skrull.
Después de la pelea, Sol de Medianoche fue llevado a un laboratorio Kree donde fue puesto al cuidado de Kar-Sagg. Se reveló que Sol de Medianoche había resucitado sin sus recuerdos de quién o qué era, pero que aún existían en su mente subconsciente debido a que los científicos Kree no querían arriesgarse a perder sus habilidades en artes marciales. En última instancia, se decidió que la eliminación de toda la memoria subconsciente no relacionada con las habilidades de combate podría convertirlo en un luchador más efectivo, pero durante el procedimiento, Sol de Medianoche tuvo que confrontar elementos de su pasado mientras la máquina pasaba por su mente. Esto hizo que se resistiera y se rebelara contra Kar-Sagg y finalmente derrotara a todo un escuadrón de soldados Kree enviados para someterlo. Impresionado de que Sol de Medianoche lograra rebelarse contra él, Kar-Sagg se apiadó de él y le permitió irse ileso. Cuando se fue, los recuerdos de su pasado que había revivido finalmente desaparecieron de su mente, dejándolo reflexionar sobre quién era él.
Sin necesidad de sustento, Sol de Medianoche meditó en la luna, tratando de recordar su pasado. Cuando detectó que Silver Surfer pasaba, se enfrentó a él, con un vago recuerdo de que Silver Surfer era alguien de su pasado que podría proporcionarle pistas. Mudo, e incapaz de comunicarse con el Surfer, Sol de Medianoche atacó al Surfer para obligarlo a quedarse, y el Surfer lo derrotó nuevamente. Cuando el Surfer le quitó la máscara de Sol de Medianoche para tratar sus heridas, se sorprendió al descubrir una cara horriblemente destrozada. Enfurecido, Sol de Medianoche renovó su lucha hasta que los Inhumanos intervinieron, ofreciendo llevarlo de regreso a Atillan, su ciudad en la luna, para tratar sus heridas y encontrar algún medio para comunicarse con él. Sol de Medianoche y Silver Surfer se separaron como amigos.
Un Sol de Medianoche mudo regresó más tarde para luchar contra Shang-Chi una vez más, pero ellos también se separaron como amigos de Shang-Chi, incluso refiriéndose a sí mismos como "hermanos".
Sol de Medianoche finalmente reanudó sus actividades criminales, ideando un complot para asesinar a los jefes de las tríadas y, mediante la poderosa magia negra, Mao Shan Pai, ganar poder e influencia sobre las tríadas, finalmente cumpliendo el sueño de conquista del mundo de Zheng Zu. Como el complot resultó en la muerte de Leiko Wu, su ex amante, Shang-Chi vino a Londres para investigar con MI: 6, las Hijas del Dragón y los Hijos del Tigre. El plan de Sol de Medianoche finalmente se frustra cuando el ritual resucita a Leiko en lugar de otorgarle el poder que deseaba. Mientras los espíritus enfurecidos de los líderes de la tríada que había matado lo arrastran a un portal dimensional, Sol de Medianoche le ruega a su hermano que lo ayude, ya que todo lo que quería hacer era honrar a su padre.
Sol de Medianoche finalmente puede escapar de su encarcelamiento por medios desconocidos. Lidera un grupo de enemigos de Shang-Chi, incluidos Razor Fist, Shen Kuei, Death-Hand, Shadow Stalker, Tiger-Claw y Shockwave para emboscar a Shang-Chi y Dominó mientras los dos están en una cita en Hong Kong. Shang-Chi derrota a su ex hermano con una sola patada durante la pelea. M'Nai se lastima aún más cuando Dominó "accidentalmente" lo apuñala en la mano mientras prepara una bebida para Shang-Chi. Después de la pelea, Shang-Chi advierte a Sol de Medianoche y a los demás que se retiren y olviden que la emboscada tuvo lugar o que se enfrenten a más ataques de Dominó.

## Poderes y habilidades
Como agente de Zheng Zu, Medianoche era una artista marcial altamente entrenada y agente de espionaje. Era un maestro del combate sin armas y de muchas armas de artes marciales, en particular dagas, nunchaku y shuriken. Su especialidad era desaparecer en las sombras y tender una emboscada a sus oponentes. Ha tenido años de experiencia en las disciplinas de Kung Fu y es un practicante consumado de Kung Fu.
Cuando Kar-Sagg lo transformó en un agente Kree, transfirió el cerebro de Medianoche a un poderoso cuerpo clonado. Su nuevo cuerpo tiene fuerza sobrehumana, resistencia, durabilidad, agilidad y reflejos. En particular, se injertaron discos de plata en las palmas de las manos y las plantas de los pies, que proporcionan una fuerza propulsora que le permite viajar a través del espacio. A menudo usaba estos discos para golpear a sus enemigos usando sus habilidades en artes marciales. Su cuerpo también fue modificado para permitirle sobrevivir a las condiciones del espacio exterior, y parece que no necesita comida ni descanso. El también es mudo. Aunque se desconoce el alcance exacto de su fuerza, velocidad y dureza sobrehumanas, fue capaz de causar dolor al Silver Surfer y sobrevivir a los repetidos ataques del Surfer sin lesiones graves. Sus atributos sobrehumanos se hicieron más formidables por el hecho de que conserva todas sus habilidades en artes marciales y su afinidad por la oscuridad, incluso después de sufrir amnesia.